# رضوان الجزار
رضوان الجزار (بالفرنسية: Redouane El Guezzar)؛( مواليد 1950) هو لاعب كرة قدم مغربي، لعب كمهاجم من أواخر الستينيات إلى أوائل الثمانينيات من القرن الماضي، حيث لعب مع نادي المغرب الفاسي من 1966 إلى 1982، وفاز بالبطولة الوطنية المغربية معه عام 1979.

## مسيرته الكروية
بدأ الجزار لعب كرة القدم في سن الثامنة خلال المباريات المدرسية التي لعبها مع مدرسة مولاي إدريس الثانوية بفاس، انضم الي نادي المغرب الفاسي خلال الموسم 1962-1963، ثم انضم إلى الفريق الأول خلال الموسم 1966-1967، وأصبح لاعبًا أساسيًا خلال الموسم 1968-1969، وخلال نفس العام أُستدعي ليكون ضمن لاعبين منتخب المغرب لكرة القدم ، حيث تدرب معه في إطار التحضير لكأس العالم 1970، ثم فاز معه بكأس الأمم الأفريقية عام 1976.

## البطولات
- البطولة الوطنية المغربية عام 1979 مع المغرب الفاسي.
- كأس العرش عام 1980 مع المغرب الفاسي.
- كأس الأمم الأفريقية عام 1976 مع منتخب المغرب لكرة القدم.